# Grenelle des violences conjugales
Le Grenelle des violences conjugales, ou Grenelle contre les violences conjugales, est un ensemble de tables rondes organisées par le gouvernement français entre le 3 septembre et le 25 novembre 2019. Il avait pour objectif de réunir des personnes concernées par les problématiques liées aux violences conjugales, afin de déterminer des mesures à prendre pour les combattre.
Le gouvernement a annoncé à la fin du Grenelle de nombreuses mesures, parmi lesquelles figurent des modifications juridiques ou des actions à mener dans diverses institutions. Les solutions proposées visent à favoriser le signalement des cas de violence, la protection des victimes, le suivi des auteurs de violence, la sensibilisation des personnes, ainsi qu'à mieux sanctionner les auteurs. Les modifications juridiques ont fait en janvier 2020 l'objet d'une proposition de loi, qui a été adoptée.   
Mise à part la proposition d'assouplissement du secret médical qui suscita la controverse, ces mesures furent globalement bien reçues, y compris par les associations. Ces dernières regrettent cependant que les actions entreprises ne soient pas à la hauteur du problème, et, notamment, que ce Grenelle n'apporte pas de réponse satisfaisante au manque de moyens financiers affectés à la lutte contre les violences conjugales en France. Le budget annoncé de 360 millions d'euros est dénoncé par plusieurs sénateurs et militants comme relevant d'un affichage trompeur, avec une augmentation très faible par rapport aux années précédentes.  
Un an plus tard, 28 des 46 mesures annoncées sont mises en place.  

## Contexte

### Les violences conjugales en France

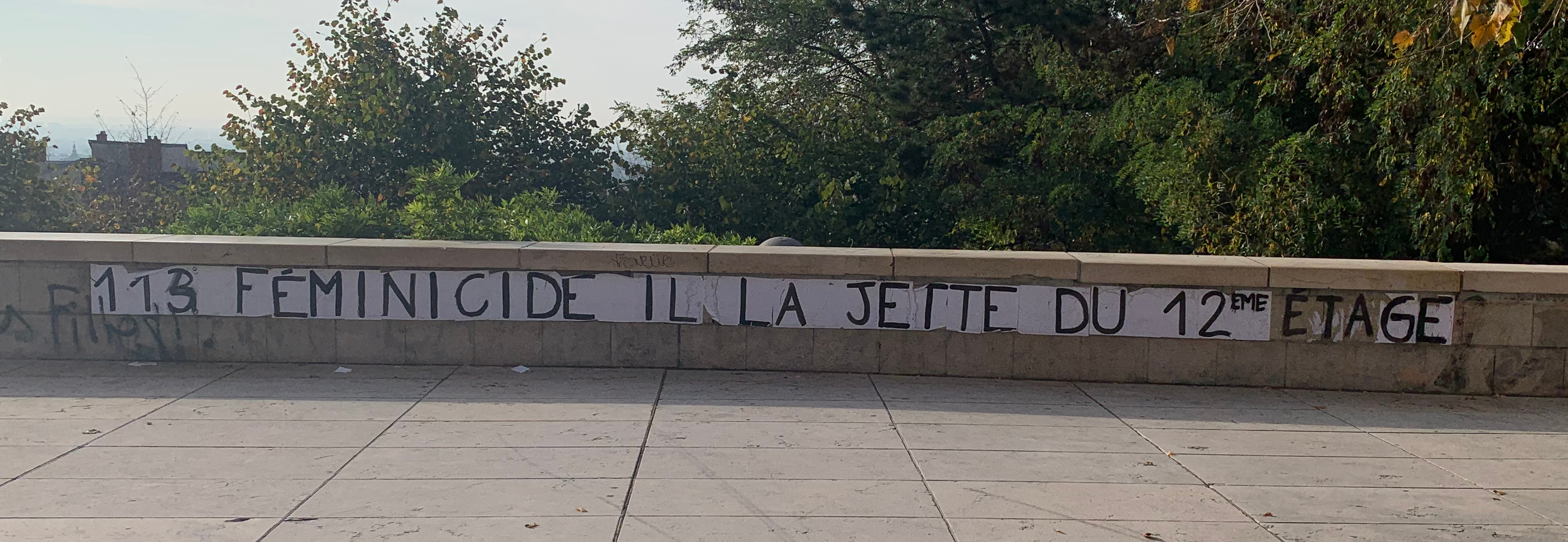
113E féminicide, collage féministe d'octobre 2019 à Lyon.

Chaque année en France, une moyenne de 213 000 femmes subissent des violences physiques ou sexuelles de la part de leur conjoint ou ex-conjoint,. En 2018, le nombre de personnes tuées par leur conjoint ou ex est de 149, dont 121 femmes, d'après la délégation d'aide aux victimes. Début décembre 2019, l'agence France Presse en décompte 122 femmes pour l'année 2019.
En juillet 2019, Muriel Robin estime que les associations ne sont pas encore écoutées par le gouvernement pour atténuer ce phénomène, et juge que la mise en œuvre d'actions politiques en France est tardive. La coprésidente du planning familial abonde dans ce sens en indiquant que des mesures nécessaires pour lutter contre les violences conjugales étaient déjà listées par les associations féministes depuis dix à vingt ans. L'Espagne, en comparaison, observe une diminution de son nombre de féminicides au cours de la dernière décennie (le nombre va de 71 en 2003 à 47 en 2018), que LCI explique par sa prise en compte plus précoce du problème, et par sa politique de protection des victimes. Une porte-parole de l'association Osez le féminisme rappelle en outre que l'Espagne a alloué un milliard d'euros pour combattre les violences faites aux femmes, et considère que la France ne lève pas assez de moyens pour cette cause. 
Le Conseil de l'Europe indique dans un rapport publié en novembre 2019 que la lutte contre les violences faites aux femmes est insuffisante en France. Les raisons de cette conclusion sont nombreuses ; le manque d'hébergements et de centres d'aide d'urgence pour les victimes, la définition du viol dans le code pénal décrite comme problématique, la tendance à requalifier les crimes de viols en agressions sexuelles, le manque de soutien aux proches de victimes (particulièrement leurs enfants), ou encore, l'inapplicabilité de l'ordonnance de protection à toutes les formes de violence en dépit de ce que préconise la convention d'Istanbul.

### La tradition des Grenelles
Pendant les manifestations de mai 1968 ont lieu des négociations entre des membres du gouvernement, des représentants syndicaux et des représentants patronaux, qui aboutissent aux accords de Grenelle. Ces négociations prennent place dans les locaux du ministère du Travail, situés rue de Grenelle à Paris, d'où le nom des accords. Le terme Grenelle a depuis été repris pour désigner des tables rondes réunissant les membres du gouvernement et divers représentants concernés par le sujet, organisées dans le but de débattre et trouver des mesures à prendre autour d'un thème défini. Cette pratique a commencé en 2007 avec les Grenelle de l'environnement et de l'insertion, et a continué les années suivantes avec les Grenelle de la mer et des ondes.

## Organisation

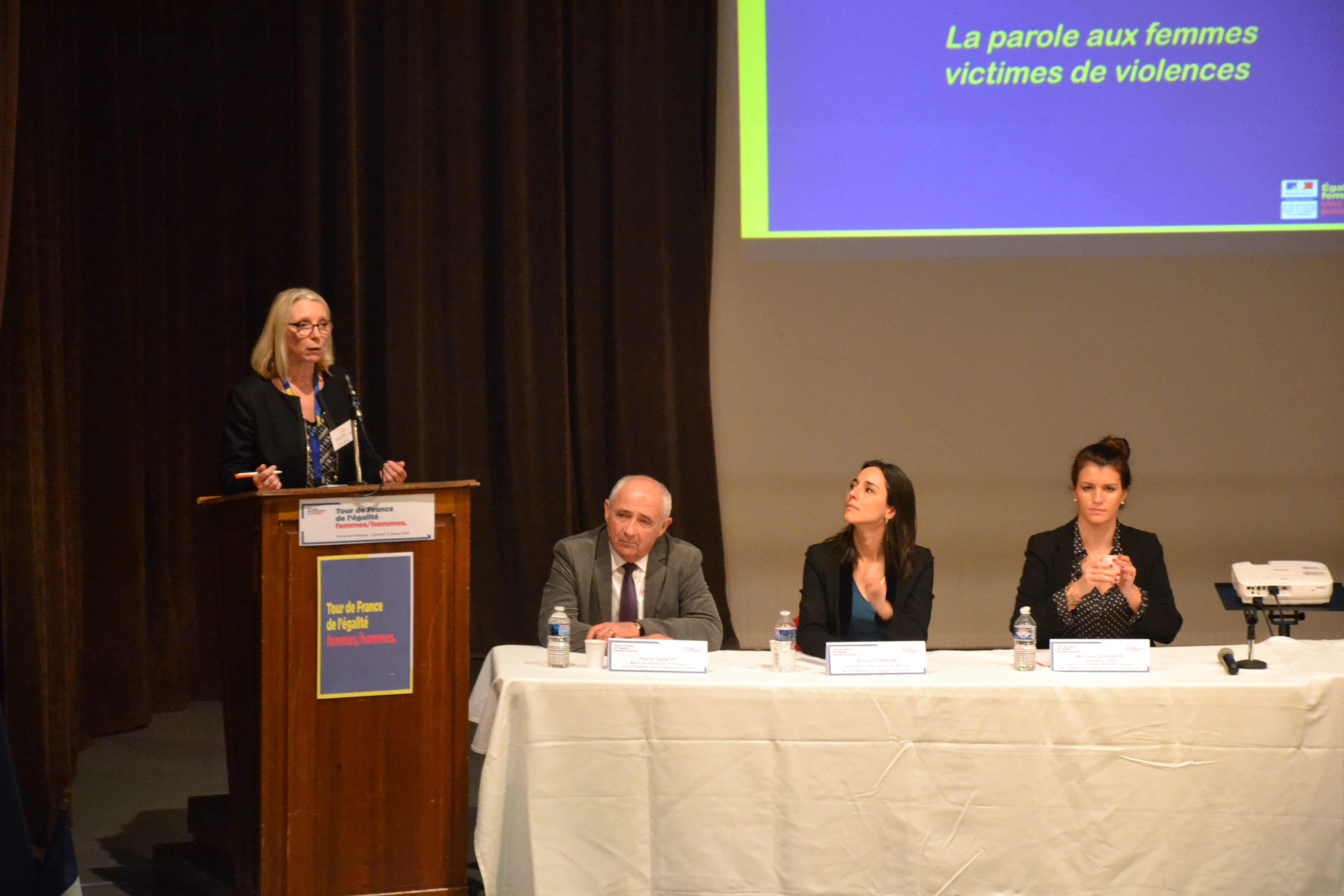
Marlène Schiappa (à droite) participant à un atelier sur les violences conjugales, lors du tour de France de l'égalité, en 2018.

### Objectifs
En 2019, Marlène Schiappa, alors secrétaire d'Etat chargé de l'Egalité entre les femmes et les hommes et de la Lutte contre les discriminations, déplore que les diverses structures qui se saisissent des problématiques liées aux violences conjugales (la police, la justice, les associations et les organisations de travailleurs sociaux) ne travaillent pas ensemble[Interprétation personnelle ?]. L'organisation d'un Grenelle est ainsi vu comme un moyen de réunir ces différents acteurs, afin qu'ils identifient ensemble des mesures, et afin que ces mesures soient adoptées et appliquées par le gouvernement par le biais de réformes.
Le Grenelle est par ailleurs pour le gouvernement l'occasion d'effectuer une campagne de sensibilisation, au travers de plusieurs médias pour toucher divers publics. Elle comprend un spot télévisé, des clips impliquant des célébrités, des affiches placardées dans les mairies et un filtre Snapchat. Il s'agit aussi de promouvoir le numéro d'écoute national destiné aux femmes victimes de violences conjugales (le 3919, géré par la Fédération nationale Solidarité Femmes) et d'inciter les autorités locales à utiliser plus activement les téléphones grave danger existants.

### Modalités
Le Grenelle des violences conjugales débute le 3 septembre 2019 et s'achève le 25 novembre 2019. Ces dates ont été choisies à des fins symboliques ; la date de démarrage, pouvant s'écrire 03/09/19, fait référence au 3919, le numéro d'appel d'urgence. La date de fin, quant à elle, est fixée le 25 novembre, journée internationale pour l'élimination de la violence à l'égard des femmes,.
Le Grenelle se déroule à plusieurs endroits en même temps. À Paris, Édouard Philippe est impliqué ainsi que 80 personnes, comptant par exemple des magistrats, des journalistes, des proches de victimes ou encore des représentants d'associations d'aide aux victimes et des forces de l'ordre. Ailleurs en France métropolitaine, en Corse et à la Réunion, 91 Grenelles locaux sont organisés en parallèle et pilotés par les préfets.

## Mesures annoncées à l'issue du Grenelle
Lors de la clôture du Grenelle, Édouard Philippe annonce diverses mesures, destinées à être appliquées immédiatement pour certaines, et à la suite de leur nécessaire inscription dans la loi pour d'autres. 

### Budget de 2020
L'annexe du projet de loi de finance 2020 indique un budget de plus d'un milliard d'euros en autorisations d'engagement consacrés à l'égalité entre hommes et femmes pour 2020, auquel s'ajouteraient des sommes provenant d'autres sources de financements non mentionnées dans le document,. De ce budget total, 360 millions d'euros concernent la lutte contre les violences faites aux femmes,,. 830 millions du budget global concernent la solidarité et des aides économiques internationales destinées aux pays en voie de développement, pour financer les projets qui portent secours aux femmes (Par exemple, la fondation créée par le docteur Denis Mukwege).  

### Facilitation du signalement
Le gouvernement prévoit des mesures destinées à faciliter le recueil de plaintes, et le recueil d'informations permettant d'identifier les situations à risques. Il envisage d'améliorer le service lié au numéro d'écoute 3919 au travers de deux appels d'offres ; le premier vise à rendre le service plus accessible aux malentendants, aux sourds, aux aphasiques et aux aveugles, et le second, à en élargir les plages horaires afin que le numéro devienne disponible en continu. Il est annoncé que les médecins auront la possibilité de déroger au secret médical dans le cas où ils apprendraient que des violences conjugales ont lieu dans un foyer, afin de signaler les cas urgents qui portent un grand risque de renouvellement des violences,. Ces signalements, à l'intention des forces de l'ordre ou du procureur de la république, permettraient par exemple de déclencher plus facilement d'éventuelles saisies d'armes. Un document de signalement est préparé pour les collèges et lycées, afin de permettre au personnel de lancer des alertes à propos d'enfants exposés aux violences conjugales,.
Dans les commissariats et les brigades de gendarmerie, plusieurs actions sont prévues afin de mieux prendre en charge les victimes. Dans ce but sont déclarés la création de 80 nouveaux postes d'intervenants sociaux en 2020,,, et une meilleure formation des forces de l'ordre aux problématiques des violences conjugales. De plus, le gouvernement prévoit de distribuer dans ces structures une grille unique d'évaluation du danger, conçue pendant le Grenelle. Cette grille est composée de 23 questions à poser à une victime de violences afin d'estimer le danger qu'elle encourt, indépendamment de sa décision de déposer plainte ou non,. Par ailleurs, il annonce que la possibilité de déposer plainte à l'hôpital plutôt qu'à la gendarmerie devrait être généralisée,.

### Protection des victimes
La création d'un total de mille nouvelles solutions d'hébergement d'urgence pour les victimes de violences conjugales est annoncée. Parmi celles-ci sont prévues 250 places dans des centres destinés à la mise en sécurité immédiate, et 750 places dans des logements temporaires permettant des séjours d'une durée d'un an maximum. Elles complèteraient les 5000 places qui existaient déjà au moment du Grenelle. Le gouvernement indique qu'en cas de violences avérées, un juge pourra désormais fixer un éloignement minimum entre les conjoints, qui serait appliqué à l'aide de bracelets anti-rapprochement portés par les conjoints ou ex-conjoints. Ce type de bracelet les géolocalisent et émettent un signal aux forces de l'ordre si la distance n'est pas respectée. 
Sachant qu'un tiers des féminicides sont effectués au moyen d'armes à feu d'après les statistiques du ministère de l'intérieur, il est décidé de confisquer les armes à feu du conjoint violent dès qu'une plainte a été déposée ou qu'une enquête a été ouverte, afin de réduire les risques encourus par la victime. Les médiations pénales et familiales sont désormais interdites aux foyers pour lesquels il y a eu violence conjugale, afin d'éviter une probable emprise du conjoint violent qui pousserait les victimes à accepter des accords qui les desservent,.

### Suivi des auteurs: les centres de prise en charge des auteurs de violences conjugales (CPCA)
D'autres mesures sont annoncées pour assurer un meilleur suivi des auteurs de violences, à des fins de prévention des récidives. Il s'agit de la création de trente centres de prise en charge des auteurs de violences conjugales ( CPCA ). En juillet 2020 et en avril 2021, deux appels à projet, implusé par le ministère de l'Egalité entre les femmes et les hommes, de la Diversité et de l'Egalité des chances ont été lancés. En mars 2022, ils sont au nombre de 30. 
Ces centres, conçus sur le modèle du Home des Rosati de Arras, ou du foyer Jean Polidori de Aix-en-Provence, serviront à responsabiliser les auteurs de violence et à les accompagner dans le cadre d'un suivi psychothérapeutique, socio-professionnel et dans le cadre de groupes de paroles. 
Ces centres (dont l’appellation n'a que le nom )[non neutre] ont souvent été perçus comme des centres d'hébergements[réf. souhaitée]. Pourtant, il s'agit davantage de structures associatives qui existaient déjà auparavant et qui avaient une expérience reconnu dans la prise en charge des auteurs de violences conjugales.
Le développement de ces centres répond à un besoin de maillage du territoire et d'unification des prises en charge. Trois portes d'entrée sont désormais effectives auprès de ces centres. L'entrée dite volontaire, qui permet aux auteurs de violences conjugales d'être pris en charge avant le passage à l'acte. L'entrée dite pré-sentencielle qui correspond à une alternative aux poursuites prescrites pas la justice ou d'un contrôle judiciaire. L'entrée dite post-sentencielle, c'est-à-dire après une condamnation.
Le CPCA a une particularité propre, c'est son socle commun. Le socle commun à tous les CPCA, c'est le stage de responsabilisationInterprétation abusive ?.
Celui-ci correspond à un stage effectué par les auteurs de violences conjugales d'une durée d'un à plusieurs jours. Il a pour objet de travailler sur la représentation de la loi, les stéréotypes de genres, les addictions et la place de la victime. Parfois sont aussi abordés des questions qui touchent à la parentalité.
Une fois le stage de responsabilisation effectué, l'auteur aura le choix de suivre des modules complémentaires comme un suivi psychothérapeutique, un suivi socio-professionnel ou des groupes de paroles.
L'ensemble de ces modules complémentaires sont réalisés si l'auteur adhère au dispositif qui lui est proposé. Ces modules ne constituent pas des obligations. Seul le stage de responsabilisation est obligatoire lorsqu'un auteur de violences conjugales est renvoyé vers un CPCA.
Avec plus de 30 CPCA sur le territoire, seul le stage de responsabilisation est un dispositif commun. Chaque CPCA dispose de sa manière de fonctionner et des outils qu'il souhaite mettre en œuvre pour responsabiliser l'auteur.
Sur certains territoires, des associations socio-judiciaires historiques avaient déjà mis en place des dispositifs d'hébergement pour les auteurs de violences conjugales. C'est dans ce cadre là que parfois, certains hébergements pouvaient accueillir des personnes violentes en situation de précarité ou en demande d’hébergement d’urgence,. Ils permettent aux auteurs de travailler sur leur comportement et d'être suivis, et aux victimes de continuer de vivre à leur propre domicile. Un budget de 2 millions d'euros était prévu pour ces centres jusqu'à la fin du quinquennat. Le 4 février 2022, la Ministre Elisabeth Moreno a souhaité augmenter de 30% le budget alloué aux CPCA. Désormais, plus de six millions d'euros sont affectés à la lutte pour prévenir le passage à l'acte et limiter la récidive. . Par ailleurs, les CPCA peuvent aussi être cofinancés sur les territoires%.
Pour coordonner l'ensemble des 30 CPCA répartis sur les territoires, une coordination nationale a été mis en place. C'est l'ARSL, l'association de réinsertion sociale du Limousin qui porte désormais cette coordination.
Elle a notamment pour mission de permettre une meilleure coordination entre les pairs ; d'harmoniser les politiques publiques en matières de prise en charge des auteurs de violences ; d'obtenir des indicateurs de suivi , de partager les bonnes pratiques entre les différents centres et enfin d'avoir une vision globale du traitement des violences dans l'hexagone.

### Nouvelles sanctions pour les auteurs
La notion d'emprise est inscrite dans le code pénal français afin de désigner et reconnaitre les cas de pression psychologique exercée par le conjoint violent (les harcèlements par exemple). L'emprise est désormais une nouvelle circonstance aggravante dans le cas d'un suicide forcé,,. Une autre modification de la loi porte sur la correction de ce qu'Édouard Philippe décrit comme des « absurdités juridiques » . Ces corrections sont le retrait de l'autorité parentale des auteurs de violences conjugales sur décision d'un juge pénal, le retrait de l'autorité parentale des auteurs d'homicide conjugal dès la phase d'enquête ou d'instruction (donc sans attendre un jugement),,, et le retrait de l'obligation alimentaire qu'ont leurs enfants envers eux,. 

### Éducation et formation
Des actions de sensibilisation au problème dans divers organismes sont également annoncées. L'une d'elles est une formation obligatoire, destinée aux enseignants de collèges et de lycées, et portant sur l'égalité fille-garçon. Elle aborderait des principes, et des façons de détecter les violences faites aux femmes et d'y répondre,. Une autre est l'organisation de conseils de la vie collégienne et lycéenne sur l'égalité filles-garçons, à l'occasion desquels un diagnostic des relations entre les élèves des deux sexes dans l'établissement devrait être établi. En outre, il est prévu d'intégrer au service national universel un module sur les violences conjugales,, et de former les entreprises pour que les plans de santé au travail et les plans régionaux de santé au travail abordent les violences conjugales.

## Réception
Cette concertation a été saluée par diverses participants, qualifiée d'« opportunité historique » par Yael Mellul ou de « mobilisation inédite » par Brigitte Grésy, mais l'enthousiasme des associations est souvent plus nuancé. Par exemple, Anne-Cécile Mailfert, présidente de la fondation des femmes, rapporte qu'un certain nombre de mesures proposées sont en phase avec ce que l'association demandait, et se réjouit de la prise de conscience et la correction de certains dysfonctionnements dans la justice et la police, ainsi que du développement du service 3919. Cependant, elle estime que les mesures annoncées sont insuffisantes, et tout particulièrement le nouveau budget.

### Critiques sur l'insuffisance des mesures

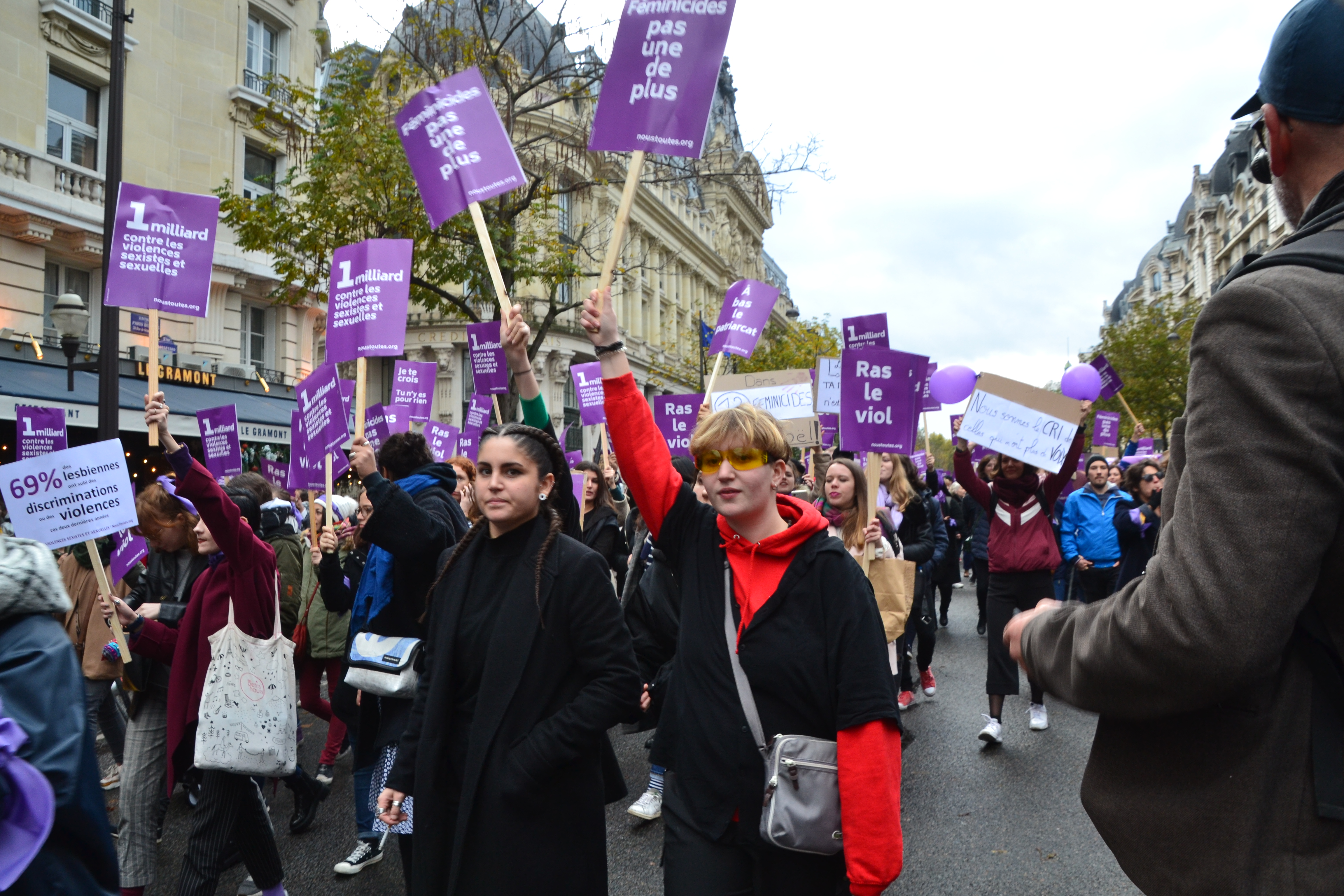
Marche contre les violences sexistes et sexuelles du collectif Nous Toutes, le 13 novembre 2019 à Paris

Les 360 millions d'euros attribués à la lutte contre les violences faites aux femmes en France sont en effet inférieurs au milliard qui était réclamé par le collectif féministe Nous Toutes pour faire baisser significativement, d'après lui, les violences sexistes et sexuelles,,. La militante féministe Caroline de Haas déplore la constance de ce budget par rapport à celui de 2019 (Il augmente de 2% entre 2019 et 2020 d'après France info). Anne-Cécile Mailfert précise que la capacité d'action des associations est limitée sans budget suffisant, et que la prise en charge de nombreuses femmes dans les associations sera impossible faute de moyens supplémentaires conséquents.
La présidente de l'union nationale des familles de féminicides considère que les mesures annoncées ne vont pas assez loin. Elle critique le fait que le bracelet antirapprochement est utilisé uniquement avec l'accord de l'auteur de violences, désirerait des sanctions financières pour les policiers et gendarmes qui prennent mal en charge les déposantes, estime que deux centres par région pour prendre en charge les auteurs de violences sont loin d'être suffisants, et déplore que rien ne soit prévu pour la prise en charge des proches des victimes de féminicide, en particulier leurs enfants. Pour ce dernier point, elle pense notamment au soutien de cellules psychologiques, et à l'accompagnement de psychiatres et psychologues, à l'image de ce qui est fait après un attentat.
Plusieurs sénateurs se montrent très circonspects sur les chiffres budgétaires annoncés, craignant de simple réaffectations de poste  à poste ou des chiffres calculés en autorisations d'engagement puis dénoncent une communication trompeuse alors que les besoins sont estimés à 1,1 milliard d'euros,.

### Polémique liée à l'assouplissement du secret médical
La possibilité de lever le secret médical, accordée dans le cas où un médecin veut signaler aux autorités des violences conjugales risquant de se renouveler afin de protéger les victimes, a déclenché une polémique au sein de la communauté médicale.
Les adhérents à cette proposition désapprouvent la situation alors en vigueur, où les médecins risquent des sanctions pénales et des sanctions provenant de l'Ordre des médecins s'ils signalent des victimes dont ils constatent les blessures dans le cadre de leur activité. Ils considèrent qu'un signalement permettant de sauver une patiente en grand danger devrait dépasser le secret médical. Le chirurgien Jacques Saboye, par exemple, désireraient un système permettant aux praticiens de contacter un magistrat de façon discrète, sans mettre en danger le médecin ou la victime, et sans qu'il y ait obligatoirement besoin du consentement de la patiente.
Les opposants jugent inapproprié qu'un médecin soit en position de décider à la place de la patiente de conduire une action envers les autorités, au mépris de son avis. Ils estiment que le rôle du médecin est, entre autres choses, de proposer un échange où le patient est écouté et compris, sans que celui-ci craigne les suites judiciaires que sa visite risque d'impliquer. Pouvoir rompre le secret médical crée alors le risque d'une perte de confiance de la patiente envers son médecin. De ce point de vue, le médecin devrait plutôt accompagner la patiente, constater les blessures et l'aider dans ses choix, en respectant sa décision de déposer plainte ou non,. De plus, le texte de loi proposé ne couvre pas les cas où une victime est signalée mais refuse de confirmer les faits devant la justice, à cause de l'emprise du conjoint.

### Pic d'appels au 3919
Au moment du lancement du Grenelle s'est produit un pic d'appels au 3919 qui a duré plusieurs jours, le service ayant dépassé dans cet intervalle de temps les 1000 appels quotidiens au lieu des 250 habituels. La directrice de la fédération nationale solidarité femmes commente ce chiffre en indiquant que les campagnes de communication déclenchent toujours ce phénomène, mais qu'il n'a jamais été si fort. Marlène Schiappa annonce en mars 2020 que la création des mille nouvelles solutions d'hébergement s'est révélée insuffisante pour répondre aux trois mille demandes recueillies par le 3919.

## Postérité

### Adoption de propositions de loi
Malgré l'échéance en janvier 2020 de la déposition d'une proposition de loi écrite par LREM, l'élu des Républicains Aurélien Pradié écrit entre temps une autre proposition qui intègre certaines des mesures du Grenelle, comme la suspension de l'autorité parentale ou la mise en place du bracelet antirapprochement. Cette proposition est adoptée en décembre 2019.
La déposition de la proposition de loi de LREM a lieu comme prévu en janvier 2020. Elle vise à mieux protéger les victimes de violences conjugales, et a été adoptée à l'unanimité par l'assemblée nationale le 29 janvier. Cette proposition inscrit ainsi dans la loi les mesures définies lors du Grenelle. Y figurent notamment la possibilité pour un médecin de passer outre au secret médical pour signaler une victime de violences conjugales en danger immédiat (l'accord de celle-ci est nécessaire), et l'alourdissement de la peine pour suicide forcé à 10 ans d'emprisonnement,.
En plus des mesures évoquées à l'occasion du Grenelle, ce texte punit des formes de cyberviolence conjugale telles que la géolocalisation non consentie d'une personne, et la violation du secret des correspondances entre conjoints ou ex-conjoints,. Un changement de loi pouvant paraitre hors-sujet est celui indiquant que les fournisseurs de contenu pornographique ne seront plus exonérés de leur responsabilité pénale si un mineur allant sur le site déclare simplement avoir au moins 18 ans. Sa présence dans le texte est défendue par le secrétaire d'État Adrien Taquet, qui considère que les films pornographiques portent atteinte à la notion de consentement, et que l'exposition précoce à la pornographie est parfois en lien avec les comportements violents ayant lieu plus tard. Le texte réprime aussi les personnes sollicitant des crimes (par exemple, les sollicitations de viols effectués à l'étranger, émises au moyen du darknet), et allonge la peine pour les utilisateurs de sites pédopornographiques.

### Application des mesures
Un an après le Grenelle, le budget prévu pour la lutte contre les violences conjugales s'avère, sur certains points, insuffisant pour réaliser les mesures annoncées. Arnaud Bazin et Éric Bocquet indiquent par exemple que l'appel à projets affecté au financement d'hébergements pour les victimes prévoyait un coût moyen de 25 euros par place et par jour, alors que 40 à 50 euros sont nécessaires pour une prise en charge adaptée. Plus généralement, ils déplorent le décalage entre les moyens annoncés et les moyens réellement déployés. Le fonds Catherine, mis en place dans le projet de loi de finances pour 2020 et destiné aux associations venant en aide aux femmes victimes de violence conjugale, est doté de 1 million d'euros.
La première obligation à porter un bracelet anti-rapprochement a été prononcée le 22 octobre 2020 par le tribunal d'Angoulême, afin d'empêcher un homme reconnu coupable de harcèlement envers son ex-conjointe de l'approcher à moins de trois kilomètres. Sa mise à disposition des tribunaux doit être généralisée à l'ensemble du territoire au 31 décembre 2020
En novembre 2020, Elisabeth Moreno annonce que 28 des 46 mesures annoncées sont déjà effectives. Il manque par exemple le recrutement des 80 intervenants sociaux supplémentaires dans les gendarmeries, ainsi que l'accessibilité du 3919 aux personnes handicapées. 

### Évaluation
Une évaluation informelle a été réalisée par Dalloz, interviewant une professeure de droit pénal, une avocate au Barreau de Paris, et une commandante de police.